# Cải Đan
Cải Đan là một phường thuộc thành phố Sông Công, tỉnh Thái Nguyên, Việt Nam.

## Địa lý
Phường Cải Đan nằm ở phía đông nam thành phố Sông Công, có vị trí địa lý:
- Phía đông giáp thành phố Phổ Yên
- Phía tây giáp phường Thắng Lợi
- Phía nam giáp phường Phố Cò và thành phố Phổ Yên
- Phía bắc giáp phường Bách Quang.

Phường Cải Đan có diện tích 5,09 km², dân số năm 2022 là 5.747 người, mật độ dân số đạt 1.129 người/km².

## Hành chính
Phường Cải Đan được chia thành 10 tổ dân phố: Khuynh Thạch, Nguyên Bẫy, Nguyên Giả, Nguyên Gon, Ngo Quán, Xuân Gáo, Xuân Miếu 1, Xuân Miếu 2, Phố Mới, Xuân Thành.

## Lịch sử
Địa bàn phường Cải Đan hiện nay trước đây vốn là một phần xã Cải Đan thuộc huyện Phổ Yên.
Ngày 7 tháng 4 năm 1974, Bộ Nội vụ ban hành Quyết định số 136-NV về việc đổi tên xã Thắng Lợi thành xã Cải Đan.
Ngày 11 tháng 4 năm 1985, Hội đồng Bộ trưởng ban hành Quyết định số 113-HĐBT về việc sáp nhập xã Cải Đan thuộc huyện Phổ Yên vào thị xã Sông Công mới thành lập quản lý.
Ngày 10 tháng 4 năm 1999, Chính phủ ban hành Nghị định số 18/1999/NĐ-CP. Theo đó:
- Thành lập phường Phố Cò trên cơ sở 465 ha diện tích tự nhiên và 4.898 nhân khẩu của xã Cải Đan
- Thành lập xã Vinh Sơn trên cơ sở 382 ha diện tích tự nhiên và 1.119 nhân khẩu của xã Cải Đan
- Thành lập phường Cải Đan trên cơ sở 533 ha diện tích tự nhiên và 4.336 nhân khẩu còn lại của xã Cải Đan.

Đến năm 2019, phường Cải Đan được chia thành 11 tổ dân phố: Ao Ngo, Khuynh Thạch, Nguyên Bẫy, Nguyên Giả, Nguyên Gon, Nguyên Quán, Xuân Gáo, Xuân Miếu 1, Xuân Miếu 2, Phố Mới, Xuân Thành.
Ngày 11 tháng 12 năm 2019, HĐND tỉnh Thái Nguyên ban hành Nghị quyết số 79/NQ-HĐND về việc thành lập tổ dân phố Ngo Quán trên cơ sở tổ dân phố Ao Ngo và tổ dân phố Nguyên Quán.
Phường Cải Đan có 10 tổ dân phố như hiện nay.

## Kinh tế - xã hội

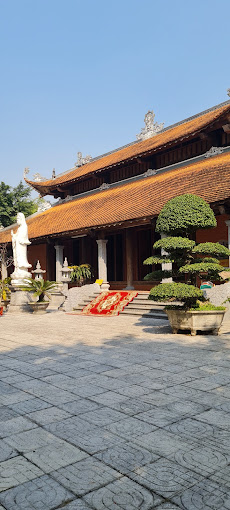
Chùa Cải Đan ở tổ dân phố Phố Mới

### Giáo dục
Cải Đan là địa phương tập trung nhiều các trường học trên địa bàn thành phố như:
- Trường mầm non số 2
- Trường tiểu học Cải Đan
- Trường THCS Thắng Lợi
- Trường Phổ thông Dân lập Lương Thế Vinh
- Trường Cao đẳng Công nghệ và Kinh tế Công nghiệp
- Trung tâm giáo dục Nghề Nghiệp - giáo dục Thường Xuyên thành phố Sông Công
- Trường đại học Xây lắp điện (đang xây dựng)

### Cơ quan
Trên địa bàn phường còn có nhiều cơ quan chuyên trách của thành phố như:
- Bưu điện Thành phố Sông Công số 2.
- Chi nhánh Ngân hàng Sông Công.
- Kho bạc Nhà nước Sông Công.